# جغرافیای طبیعی

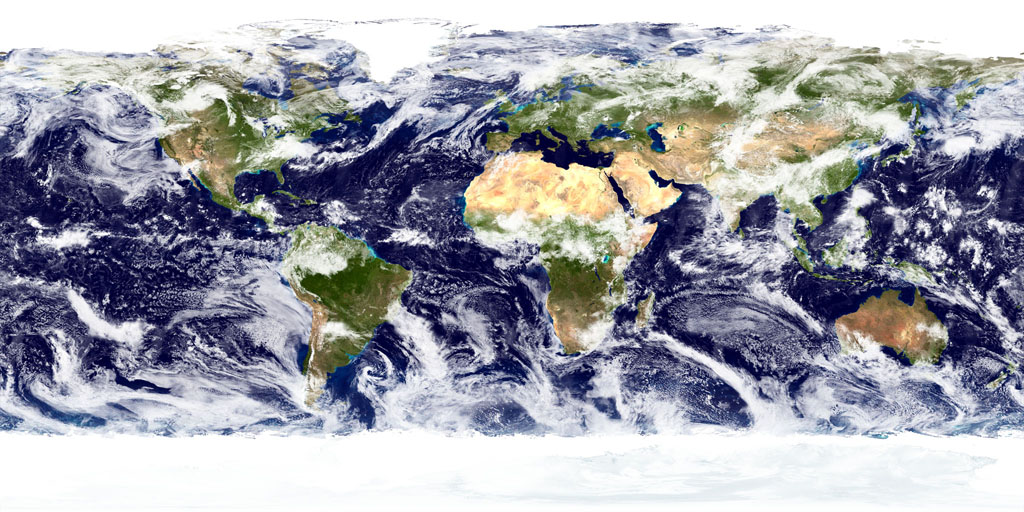
این نگاره با رنگ واقعی از سطح و جو زمین است. تصویر ناسا، مرکز پروازهای فضایی گودارد.

جغرافیای طبیعی یا زمین‌نگاری فیزیکی که همچنین به چهرنگاری یا ژئوسیستم نیز شناخته می‌شود، مطالعهٔ جغرافیایی از چهره‌های طبیعی سیارهٔ زمین است. این رشته از جغرافیا به تجزیه و تحلیل و سنجش پراکندگی اشکال زمین، آب‌وهوا، خاک‌ها، گیاهان، جانوران و دیگر پدیده‌های طبیعی می‌پردازد.
جغرافیای طبیعی روی جغرافیا از نگاه علوم زمین تمرکز دارد و با هدف درک فیزیکی بهتر، در داخل بدنهٔ جغرافیای فیزیکی، زمین اغلب به چند سپهر یا محیط‌هایی تقسیم می‌شوند. این سپهرها با اصلی بودن هواسپهر عبارت‌اند از: سنگ‌سپهر، آب‌سپهر، هواسپهر، زمین‌سپهر و زیست‌سپهر (الگوهای جهانی گیاگان و زیاگان) است.

## شاخه‌های اصلی
- زمین‌ریخت‌شناسی
- اقلیم‌شناسی (دانستن و استفاده از اطلاعات جغرافیایی در مورد هوا، آب‌وهوا و فرآیندهای جوی (‏به عنوان مثال، دما، بارش، کیفیت هوا)‏.[۷]
- جغرافیای خاک
- جغرافیای کناره
- اقیانوس‌شناسی
- بوم‌شناسی

جغرافیای طبیعی می‌تواند به دسته‌بندی کلی زیر تقسیم گردد:
|                  |                                       |                              |                   |  |
| زمین‌ریخت‌شناسی    | جغرافیای کرانه (ساحل)                 | اقلیم‌شناسی و پارین‌اقلیم‌شناسی | زیست‌زمین‌نگاری     |  |
|                  |                                       |                              |                   |  |
| زمین‌سنجی         | جغرافیای زیست‌محیطی و مدیریت زیست‌محیطی | یخزارشناسی                   | آب‌شناسی و آب‌نگاری |  |
|                  |                                       |                              |                   |  |
| بوم‌شناسی منظر    | اقیانوس‌نگاری                          | خاک‌شناسی                     | پارین‌زمین‌نگاری    |  |
|                  |                                       |                              |                   |  |
| دانش دوران چهارم |                                       |                              |                   |  |
در جغرافیای طبیعی دانش‌آموزان و به‌ویژه دانش‌جویان، درک عمیقی از فرآیندهایی که سیاره ما را شکل می‌دهند و این که چگونه بر زندگی و جوامع انسانی تأثیر می‌گذارند، توسعه خواهند داد.